# Vietri di Potenza
Vietri di Potenza é uma comuna italiana da região da Basilicata, província de Potenza, com cerca de 3.096 habitantes. Estende-se por uma área de 52 km², tendo uma densidade populacional de 60 hab/km². Faz fronteira com Balvano, Caggiano (SA), Picerno, Romagnano al Monte (SA), Salvitelle (SA), Savoia di Lucania.

## Demografia
| Variação demográfica do município entre 1861 e 2011                               |
|                                                                                   |
| Fonte: Istituto Nazionale di Statistica (ISTAT) - Elaboração gráfica da Wikipedia |